# Katsuya Hirao
Katsuya Hirao –en japonés, 平尾 勝司, Hirao Katsuya– (1943 – 2002) fue un deportista japonés que compitió en judo. Ganó una medalla de plata en el Campeonato Mundial de Judo de 1969 en la categoría de –80 kg.

## Palmarés internacional
| Campeonato Mundial | Campeonato Mundial        | Campeonato Mundial | Campeonato Mundial |
| Año                | Lugar                     | Medalla            | Categoría          |
| ------------------ | ------------------------- | ------------------ | ------------------ |
| 1969               | Ciudad de México (México) | Medalla de plata   | –80 kg             |